# 1559 Kustaanheimo
1559 Kustaanheimo è un asteroide della fascia principale. Scoperto nel 1942, presenta un'orbita caratterizzata da un semiasse maggiore pari a 2,3904465 UA e da un'eccentricità di 0,1337994, inclinata di 3,20091° rispetto all'eclittica.
L'asteroide è dedicato all'astronomo finlandese Paul Kustaanheimo (1924-1997).